# Navadni pečnik
Navadni pečnik (znanstveno ime Armeria maritima) je trajnica iz družine pečnikovk, ki jo ponekod gojijo tudi kot okrasno rastlino.
Navadni pečnik je rastlina, ki najbolje uspeva na peščenih tleh in je najbolj razširjena po severni Evropi, kjer uspeva tudi na slanih tleh in na tleh, z veliko vsebnostjo bakra. Poznamo več podvrst te rastline. Cveti od maja do oktobra.